# Windhorse International
Windhorse International — частное социальное предприятие, основанное в 2007 году Полом Полаком. Специализируется на разработке и производстве недорогих устройств солнечной энергетики и очистки воды, рассчитанных на потребителей с низкими доходами (зарабатывающих менее 2 долларов в день). С помощью своей продукции (солнечные панели, баки электрохлорирования воды, киоски розничной продажи питьевой воды, устройства по переработке сельскохозяйственных отходов в топливо и удобрения) компания старается побороть бедность в развивающихся странах и помочь беднякам начать зарабатывать себе на жизнь. 
Бизнес-модель Windhorse International объединяет доступные инновационные технологии с децентрализованной системой поставок, что позволяет получать прибыль в работе с наиболее бедными клиентами (прибыль равномерно распределяется между компанией-поставщиком, сетью дилеров и розничными торговцами, которые реализуют продукт конечному покупателю). Также эта модель позволяет получить работу или дополнительный заработок многочисленным малым предпринимателям.  

## Дочерние структуры
Первое подразделение Windhorse International (Spring Health Water) занимается очисткой воды, строительством цементных резервуаров в бедных деревнях Индии и продажей фермерам чистой питьевой воды через сеть мелких предпринимателей, вложивших деньги в водные киоски. Вода продаётся по доступным ценам, для её дезинфекции используется жидкий хлор, который на мотоциклах развозят коммерсанты, заключившие договора с компанией. Spring Health Water была основана Полом Полаком и его индийскими партнёрами — Джейкобом Мэтью и Кишаном Нанавати.
После Spring Health Water, которая вышла на уровень ежедневной поставки питьевой воды для 100 тыс. человек в 250 деревнях, материнская компания Windhorse International основала компании Affordable Village Solar (недорогие системы перекачки воды с помощью солнечной энергии) и Transform Energy (переработка сельскохозяйственных отходов в экологически безопасное топливо).  